# Caracă

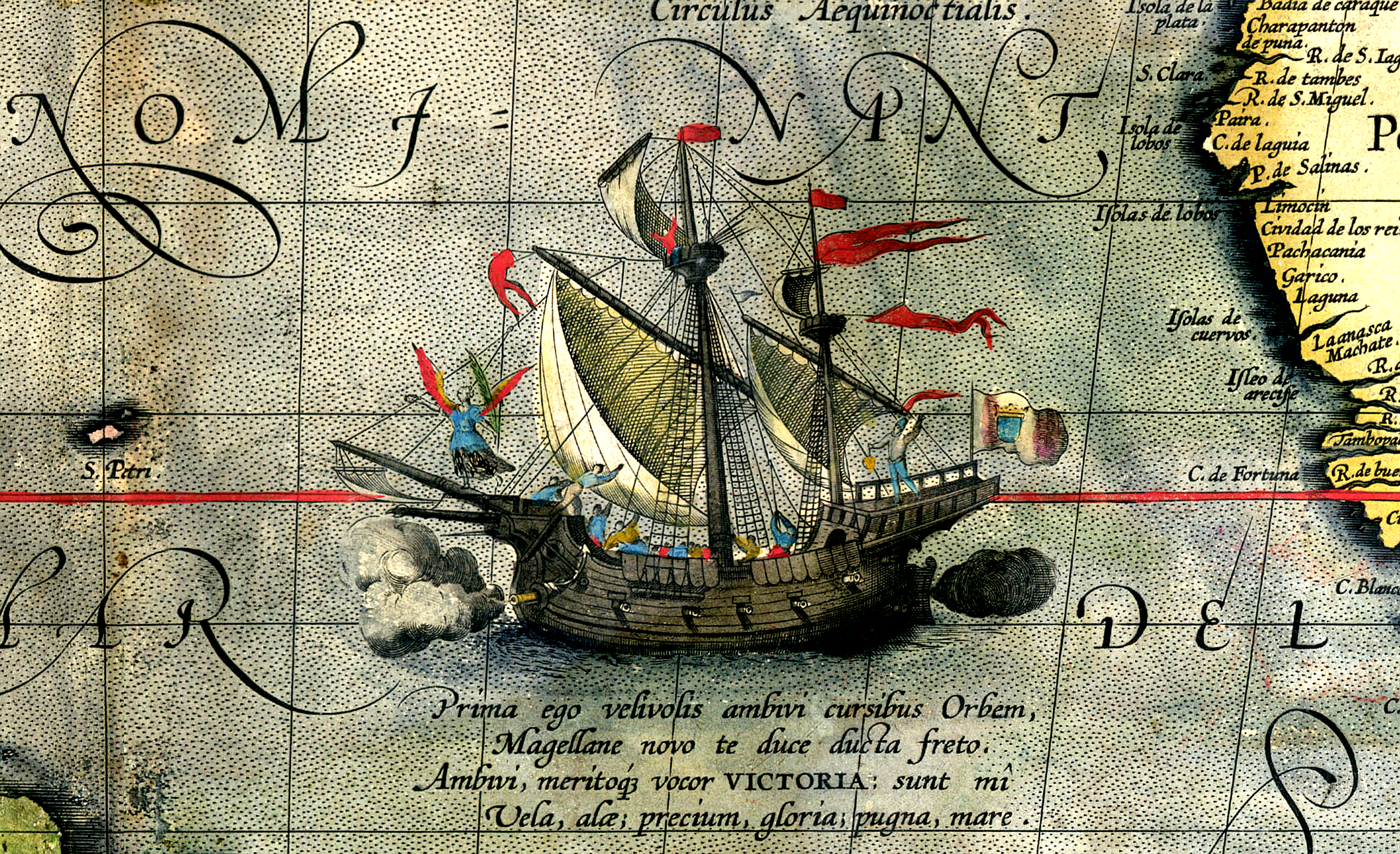
Caraca Victoria din expediţia lui Magellan.

Caraca (în portugheză Nau) este o navă de mari dimensiuni, cu bord înalt, folosită în secolele XII - XVI pentru transportul de încărcături grele. A fost cea mai mare navă, ca dimensiuni, din epoca sa.
Deplasarea greoaie și manevrabilitatea scăzută a dus la înlocuirea ei, în secolul XVII, cu mai performantele galioane.

## Istoric
Caracele au fost folosite de venețieni și genovezi pentru transportul mărfurilor grele în Mediterana încă din secolul XII. Portughezii le-au adaptat pentru comerțul oceanic, întărindu-le structura pentru a rezista condițiilor dure și incorporând câteva idei inovatoare din epocă.
Călătoriile oceanice în acele vremuri erau lungi și pline de pericole, așa încât se dorea ca la un drum sa poată fi adusă cât mai multă marfă. De aceea în prima etapă capacitatea lor de transport a făcut să fie utilizate pe scară mare, mai ales de catre portughezi care le numeau nau dar și de catre spanioli și francezi.
Caracele au fost cele mai mari nave construite în acea vreme, așa încât au fost folosite inclusiv la transportul trupelor și al cailor de cavalerie în timpul războaielor. Erau superioare galerelor și drakkarelor vikinge în bătăliile navale, doar că puține state feudale dispuneau de o flotă de război.
Coca era adâncă, deci nu puteau naviga în apele de coastă puțin adânci. Încărcarea și descărcarea necesita porturi înalte, altfel trebuiau sa fie încărcate de la distanță.
Dar cele mai mari dezavantaje ale caracelor, faptul că erau lente și greu manevrabile, a dus la înlocuirea lor începând cu jumătatea secolului XVI cu un tip mai avansat de nave, galioanele al căror design a pornit de la cel al caracei, cu îmbunătățiri și transformări, unele preluate de la caravelă.

## Caracteristici
Configurația de bază a unei carace constă într-o cocă rotundă, încăpătoare și o velă de dimensiuni enorme pe catargul principal.
La prova și pupa avea două castele înalte, care nu erau construite pe cocă ci erau parte integrantă a corpului navei, fără a ieși înafară. Aceste castele aveau mai multe punți pe care se montau tunurile.
Caracele aveau la început între 200 și 600 de tone, dar pentru comerțul oceanic au fost construite de dimensiuni tot mai mari, celebra caracă portugheză Madre de Deus avea 1600 de tone.
Alături de creșterea dimensiunii, au fost aduse și alte îmbunătățiri modelului inițial cum ar fi utilizarea velei latine la ultimul catarg și înlocuirea cârmei de creastă cu cârma amplasată la coada navei.
Caracele erau ușor înarmate, calitățile lor importante fiind capacitatea de transport și stabilitatea pe mare în timpul furtunilor. Asta le făcea prada ușoară atacurilor corsarilor și de obicei erau însoțite de o escadră de protecție.
Datorită costului foarte ridicat de construcție, numai puterile mari ale Europei își permiteau sa posede astfel de nave. Cum în Evul mediu cele mai multe națiuni erau împărțite în teritorii feudale mai restrânse și orașe-stat, caracele au fost rare înaintea epocii marilor descoperiri geografice când bogățiile pe care le aduceau de peste mări le-au făcut rentabile.